# Коломбо (Бразил)
Коломбо (порт. Colombo) град је у Бразилу у савезној држави Парана. Према процени из 2007. у граду је живело 233.916 становника.

## Становништво
Према процени из 2007. у граду је живело 233.916 становника.
| 1991.   | 2000.   |
| ------- | ------- |
| 117.767 | 183.329 |